# Даймонд (Іллінойс)
Даймонд (англ. Diamond) — селище (англ. village) в США, в округах Ґранді і Вілл штату Іллінойс. Населення — 2640 осіб (2020).

## Географія
Даймонд розташований за координатами 41°17′7″ пн. ш. 88°15′2″ зх. д. / 41.28528° пн. ш. 88.25056° зх. д. (41.285161, -88.250646).  За даними Бюро перепису населення США в 2010 році селище мало площу 4,89 км², уся площа — суходіл.

## Демографія
Згідно з переписом 2010 року, у селищі мешкало 2527 осіб у 946 домогосподарствах у складі 669 родин. Густота населення становила 517 осіб/км².  Було 1004 помешкання (205/км²).
Расовий склад населення:
| - 94,7 % — білих - 0,9 % — чорних або афроамериканців - 0,2 % — корінних американців - 0,2 % — азіатів - 1,7 % — осіб інших рас |

До двох чи більше рас належало 2,3 %. Частка іспаномовних становила 5,3 % від усіх жителів.
За віковим діапазоном населення розподілялося таким чином: 29,6 % — особи молодші 18 років, 60,9 % — особи у віці 18—64 років, 9,5 % — особи у віці 65 років та старші. Медіана віку мешканця становила 34,6 року. На 100 осіб жіночої статі у селищі припадало 99,9 чоловіків;  на 100 жінок у віці від 18 років та старших — 94,1 чоловіків також старших 18 років.
Середній дохід на одне домашнє господарство  становив 74 229 доларів США (медіана — 64 833), а середній дохід на одну сім'ю — 81 892 долари (медіана — 76 875). Медіана доходів становила 70 625 доларів для чоловіків та 37 273 долари для жінок. За межею бідності перебувало 16,0 % осіб, у тому числі 27,9 % дітей у віці до 18 років та 1,8 % осіб у віці 65 років та старших.
Цивільне працевлаштоване населення становило 1153 особи. Основні галузі зайнятості: освіта, охорона здоров'я та соціальна допомога — 19,5 %, будівництво — 13,3 %, роздрібна торгівля — 12,9 %.